# P (группа)
P (МФА: [ˈpiː]) — американская рок-группа, образованная в 1993 году фронтменом Butthole Surfers Гибби Хэйнсом, Биллом Картером, актёром Джонни Деппом и Сэлом Дженко.

## История группы
Первое выступление коллектива состоялось 17 марта 1993 года на музыкальной церемонии Austin Music Awards в Техасе. Кроме нескольких своих песен, группа исполнила два кавера — «Rumble» Линка Рэя и песню Джима Кэрролла «People Who Died» (с изменённым текстом, придуманным Хэйнсом на ходу).
Время от времени группа выступала в ночном клубе Viper Room, совладельцем которого был Депп. Во время концерта 30 октября 1993 года к Хэйнсу, Деппу и Дженко присоединился бас-гитарист Фли из Red Hot Chili Peppers. Хэйнс, наряду с другими членами группы, был в хороших дружеских отношениях с актёром Ривером Фениксом. Во время исполнения песни «Michael Stipe», снаружи клуба, у Феникса (без ведома группы) случился приступ. Он умер ранним утром 31 октября от остановки сердца, вызванной передозировкой спидбола.
Одноимённый студийный альбом группы вышел 21 ноября 1995 года на лейбле Capitol Records. 8 мая 2007 года он был переиздан на лейбле Caroline Records.

## Дискография

### Список композиций
1. «I Save Cigarette Butts» (Дэниэл Джонстон) — 3:43
2. «Zing Splash» — 3:17
3. «Michael Stipe» — 4:25
4. «Oklahoma» — 3:41
5. «Dancing Queen» (Бенни Андерссон, Бьорн Ульвеус, Стиг Андерсон) — 3:47
6. «Jon Glenn (Mega Mix)» — 8:59
7. «Mr. Officer» — 3:43
8. «White Man Sings the Blues» — 6:41
9. «Die Anne» — 4:44
10. «Scrapings from Ring» — 4:51
11. «The Deal» — 6:17

#### Участники записи
- Гибби Хэйнс — вокал
- Билл Картер — гитара, бас-гитара
- Джонни Депп — гитара, бас-гитара
- Сэл Дженко — ударные

Приглашённые музыканты
- Рут Эллсворт Картер — клавишные
- Фли — бас-гитара
- Стив Джонс — гитара
- Чак Вайс — стиральная доска
- Эндрю Вайс — меллотрон, бас-гитара